# علم الفلك الراديوي
علم الفلك الكَاشُوفِي أو علم الفلك الإشعاعي أو علم الفلك المَوْجِي أو علم الفلك اللاَسِلْكِي (أو علم الفلك الراديوي) هو فرع من علم الفلك، يهتم بدراسة الموجات كهرومغناطيسية التي تصدرها الأجسام الفضائية.

## قياس الموجات الراديوية الكونية

نفاذية الغلاف الجوي للأشعة الكهرومغناطيسية بحسب طول الموجة. جو الأرض نفاذا للموجات ذات طول موجة بين 20 متر و 3 مليمتر، ومن ضمنها الموجات الراديوية.

تصدر كثير من الأجرام السماوية والسدم موجات راديوية وهي موجات معهودة لنا حيث يمكننا إنتاجها واستغلالها في المواصلات اللاسلكية وأول ما عرفت استغلت في إرسال واستقبال الراديو، كما بدأ استغلال تلك الأشعة في الرادار خلال الحرب العالمية الثانية لاكتشاف الطائرات المعادية عن بعد قبل وصولها. والموجات الراديوية الصادرة طبيعيا من الأجرام والسدم السماوية هي موجات كهرطيسية يمكننا باستقبالها وتحاليلها معرفة الكثير عن طبيعة تلك الاجرام والسدم.
وبسبب بعد المسافات الكونية الكبيرة والتي تقاس عادة بالسنة الضوئية فإن ما يصل إلينا من تلك الموجات الكهرطيسة الراديوية تكون ضعيفة جدا. ولذلك نتغلب على تلك المشكلة ببناء مراصد أو هوائيات ضخمة جدا لاستقبالها وقياسها. وعلى سبيل المثال يتكون مصفوف المراصد العظيم VLA الموجود في نيومكسيكو ب الولايات المتحدة الأمريكية من 27 هوائي يبلغ قطر كل منها 25 متر ويزن الواحد منها نحو 220 طن. وهي موزعة وتعمل متكاملة كمرصد واحد متكامل يشغل مساحة على الأرض تبلغ نحو 30 كيلومتر.
تضخم الموجات الراديوية الآتية من الكون بواسطة مضخمات إلكترونية وتخزن إلكترونيا إلى حين تحليلها ودراستها.
ومن القياسات تستطيع معرفة شدة إصدار تلك الأشعة وكذلك مكان مصدرها في السماء حيث توجه الهوائيات للقيام بمسح فلكي للبحث عن مناطق ترسل تلك الأشعة. واستكشاف منطقة في السماء تصدر تلك الأشعة لا تعطينا صورة للأشعة الراديوية بل تكون بمثابة نقطة فريدة هي مصدر الإشعاع.
وبما أن طول الموجة للموجات الراديوية أو الموجات اللاسلكية أطول كثيرا عن طول موجات أشعة الضوء فإن تباين الزاوية لهوائيات المرصد الراديوي تكون أصغر بكثير عن تباين الصور الضوئية المأخوذة بالمراقيب العادية التي تصور السماء عن طريق استقبال الضوء المرئي. وهذا يعني أن صورة قياسات كثيرة مأخوذة للأشعة الراديوية بالهوائيات تكون أقل تباينا (أي الفرق بين الأسود والأبيض في الصورة) عن الضور المأخودة بالمراقيب الضوئية. ولكن يمكن التغلب على ذلك بتجميع القياسات من عدة هوائيات بطريقة التداخل الموجي، بذلك تزيد المساحة الكلية لهوائيات الاستقبال، ويمكن تجميع صورة للمنطقة السماوية المصدرة لتلك الأشعة. وبما أن تباين الصورة الناتجة يعتمد على مساحة الهوائي فيمكننا تحسين وضوح الصورة بزيادة مساحة الهوائيات.

## موضوعات الدراسة

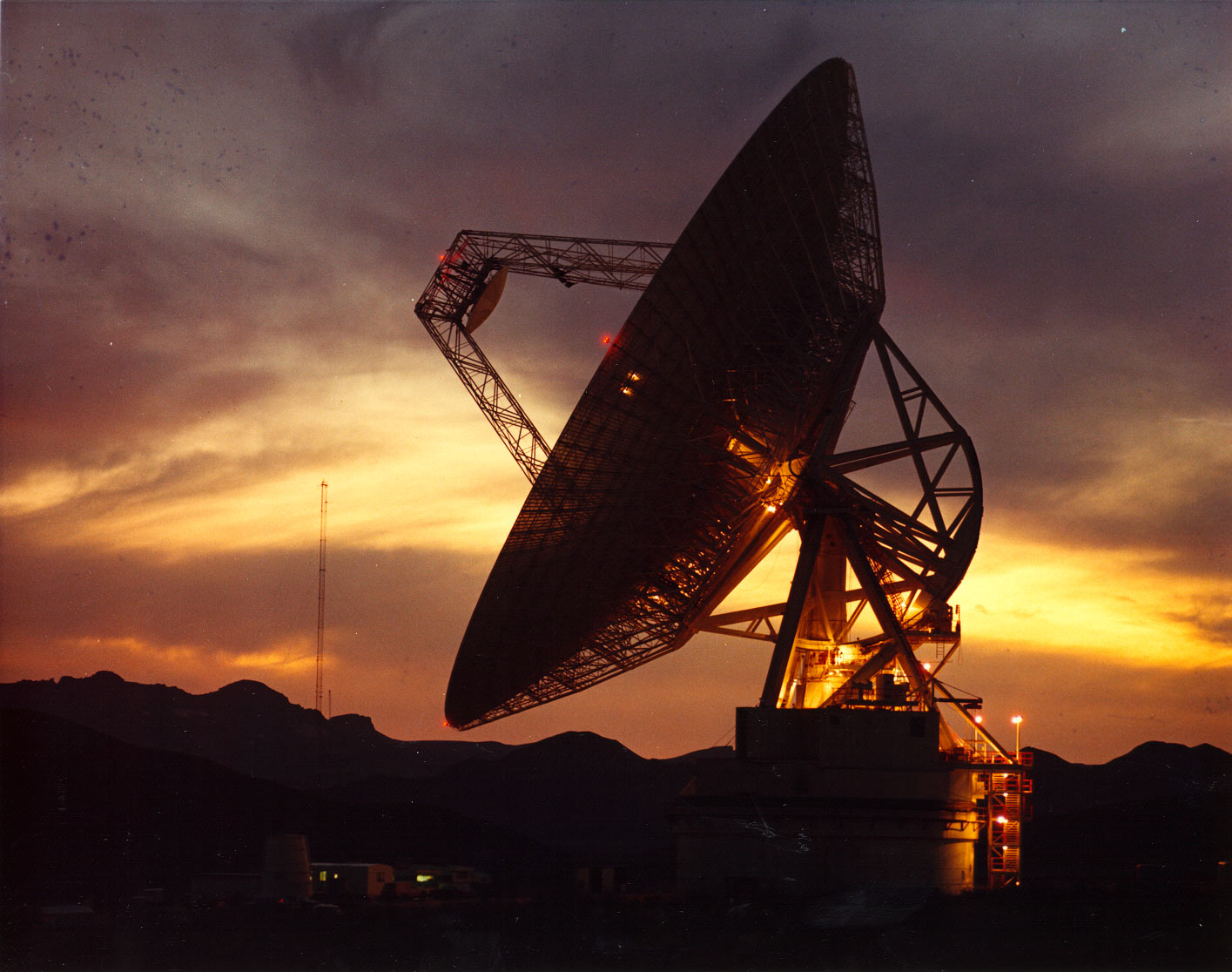
المرصد الراديوي 70 متر، التابع لمرصد جولدستون ب كاليفورنيا.

حيث أن الأشعة الراديوية تمتص ضعيفا من الغبار الكوني ومن الضباب وجو الأرض فيمكننا بواسطتها رؤية
مناطق في السماء غنية بالغبار الكوني، مثل مركز المجرة أو المجرة القزمة المختفية خلف قرص المجرة، حيث لا يمكن رؤيتها بالضوء المرئي أو ب الأشعة تحت الحمراء الصادرة منها.
ونجد في نطاق الموجات الراديوية عدة خطوط للطيف الكهرومغناطيسي، منها خط هيدروجين I وهو يتميز بطول موجة قدرها 21 سنتيمتر (تعادل تردد 1420 ميجاهرتز)، وتصدرها ذرات الهيدروجين المتعادلة.
أي عند رؤيتها نعرف أن تلك المنطقة من السماء غنية بغاز الهيدروجين.
بواسطة قياس الأشعة الراديوية يمكننا دراسة المصادر الآتية:
- دراسة إشعاعات الشمس والأجرام السماوية الأخرى في المجموعة الشمسية،
- دراسة المستعرات العظمى والنجوم النابضة،
- الغازات الكونية والسدم،
- مركز المجرة،
- المجرات الراديوية.

## اقرأ أيضا
- مصفوف مرصد أتاكاما المليمتري الكبير
- مرصد مولارد الراديوي
- مصفوف الكيلومتر المربع
- مصفوف باثفيندر الأسترالي
- مرصد سوبارو
- مرصد مونا كيا
- مرصد جيميني
- مرصد كيك
- مرصد هابل الفضائي
- مقراب جيمس ويب الفضائي
- موجة راديوية